# Nacht van Van Thijn
De Nacht van Van Thijn is een Nederlandse politieke nacht die vernoemd is naar Ed van Thijn, destijds senator voor de PvdA, die in de late avond van 22 maart 2005 samen met de andere Eerste Kamerleden van de PvdA in de tweede stemming (met een vereiste meerderheid van 2/3) tegen een grondwetswijziging stemde die de gekozen burgemeester mogelijk zou maken. Als reden gaf hij op dat de PvdA-fractie (en ook de fracties van GroenLinks en de SP) het niet eens was met de snelheid waarmee het kabinet de door het volk gekozen burgemeester wilde invoeren.
Een dag later besloot minister Thom de Graaf (D66) voor Bestuurlijke Vernieuwing af te treden. Toenmalig D66-minister Laurens Jan Brinkhorst zei over Van Thijn "eens een rat, altijd een rat". Hans Wiegel van de VVD betitelde deze dag als het "Avondje van Van Thijn". In de media werd het echter aangeduid als 'De Nacht van Van Thijn'.